# Белозерский, Валерий Николаевич
Вале́рий Никола́евич Белозе́рский (25 июля 1949, Рубцовск, Алтайский край) — советский, футболист, левый нападающий, советский и российский тренер.

## Карьера
Воспитанник рубцовского футбола. В футбольной секции начал заниматься в 13-летнем возрасте.
Выступал за команды «Торпедо» (Рубцовск) в 1967—1969 г. и «Динамо» (Барнаул) в 1970—1980 гг. (134 забитых мяча в 419 проведённых матчах). Двукратный победитель зонального турнира второй лиги (1974, 1980 гг.), второй призёр зонального турнира 2-й лиги (1973 г.), третий призёр (1976 г.). Финалист Кубка РСФСР (1975 г.). Входил в список лучших футболистов РСФСР в 1971 году. Выступал за сборную РСФСР (1971), участвовал в матчах против английских клубных команд.
Всего с 1967-го по 1980-й годы в первенствах СССР среди команд класса « Б» и 2-й лиги провёл около 500 матчей и забил 159 голов. Входит в число пяти лучших бомбардиров Сибири и Дальнего Востока в чемпионатах СССР 2-й лиги.
С 1981 года занимался тренерской работой, среди его воспитанников Сергей Кормильцев, Алексей Смертин. В 1988 году начальник команды, с 1989 по 1993 тренер барнаульского «Динамо».

## Семья
Имеет двоих сыновей — Константина и Олега. Брат-близнец Александр тоже был футболистом.